# Far East Combined Bureau
Le Far East Combined Bureau (FECB) est un des deux avant-postes de la Government Code and Cypher School (GC&CS), le service britannique responsable de l'interception et du déchiffrage des communications étrangères. Créé à Hong Kong en mars 1935 pour surveiller les transmissions japonaises, chinoises et soviétiques, il a été plus tard déménagé à Singapour, à Colombo (Ceylan), puis au port Kilindini au Kenya, avant de revenir à Colombo. L'autre avant-poste de la GC&CS était le Wireless Experimental Centre de Delhi.

## Hong Kong
Le FECB est installé dans un immeuble de bureaux du chantier naval, avec une sentinelle armée peu discrète devant la porte. À Stonecutters Island, de l'autre côté du port, le site d'interception est occupé par une douzaine d'hommes de la Royal Air Force et de la Royal Navy (et plus tard par quatre transmetteurs de l'armée de terre). La section de décryptage ou section Y comprend des interprètes de russe et de chinois, sous la direction du Paymaster de la marine Arthur (Harry) Shaw, avec Dick Thatcher et Neil Barnham. Le FECB est commandé par le COIS (Chief of Intelligence Staff) le capitaine de vaisseau John Waller, puis le capitaine de vaisseau F. J. Wylie.
Shaw traitait directement avec la GC&CS et le commandement en chef de l'Extrême-Orient à Shanghai, mais a découvert que Waller veut que tout passe par lui, et qu'il se moque de la sécurité des sources. En 1936, les deux officiers se parlent à peine. Le colonel Valentine Burkhart a trouvé à son arrivée que le bureau est en plein conflit interne. Finalement, les deux rivaux ont admis qu'ils n'avaient pas autorité sur l'exploitation de leurs comptes rendus de renseignements.
Au départ, la section Y s'est concentrée sur les trois principaux codes et chiffres japonais, le chiffre naval général, le code des officiers généraux et le « tasogare », code basique qui sert à rendre compte des déplacements des navires. En 1938, une section est créée pour déchiffrer les communications commerciales japonaises, afin de pister les convois de ravitaillement. À partir de 1936, nombreux sont les messages envoyés à Londres pour y être décryptés par John Tiltman, qui casse la première version du chiffre JN-25a en 1939.

## Singapour
En août 1939, le FECB est déménagé à Singapour par le HMS Birmingham. Un personnel minimal est laissé à Hong-Kong, un décrypteur (Alf Bennett) et quatre radio-intercepteurs, et est capturé par les Japonais à la noël 1941.
Le FECB va à la base navale de Seletar, et la station d'interception à Kranji. Une unité d'interception de la RAF (52 Wireless Unit) arrive à Singapour début novembre 1941. Comme la GC&CS de Bletchley Park se concentre sur les chiffres Enigma allemands, une grande partie de la section navale japonaise de la hutte 7 est mutée au FECB. En mai 1940, les quarante personnes qui travaillent uniquement sur le JN-25 sont capables de lire des messages simples. Introduit le 1er décembre 1941, le nouveau livre de code JN-25b est immédiatement brisé, puisque les additifs sont les mêmes.
Le FECB coopère avec la station CAST de l'OP-20-G américain à Corregidor, mieux située pour intercepter les communications de la marine impériale japonaise, car le FECB ne capte les émissions de la flotte japonaise que quand elle est dans ses eaux territoriales et de nuit. Le FECB collabore avec le site d'interception 6 de l'US Army à Fort McKinley, près de Manille. Bletchley Park expédie au FECB une machine américaine PURPLE à bord d'un navire de guerre. À Durban, la machine est transbordée sur le cargo Sussex. Le capitaine dit avoir livré la machine aux entrepôts de la marine à Singapour, fin décembre 1941, mais le chef des entrepôts affirme ne rien savoir. Puisse la machine avoir été détruite ou jetée à la baille ! Par contre, la machine Hollerith (trieuse à cartes perforées), moins une pièce vitale qu'il faudra emprunter aux chemins de fer indiens de Bombay, arrive intacte à Colombo.
FECB coopère aussi avec la « Kamer 14 (salle 14) », l'unité hollandaise installée à l'université technique de Bandung, à Java. Quelques-uns du FECB y transitent, après la chute de Singapour. Un officier de la Kamer 14, le capitaine de corvette Leo Brouwer de la marine hollandaise, est évacué à Colombo, puis Kilindini, enfin à la Hutte 7 de Bletchley Park.

## Colombo, Ceylan
Quand les Japonais envahissent la péninsule malaise, les terriens et les aviateurs du FECB passent au Wireless Experimental Centre de Delhi, Inde.
Les marins du FECB passent à Colombo (Ceylan) en janvier 1942, à bord du croiseur HMS Devonshire (avec douze automobiles appartenant aux décrypteurs voyageant sur le pont). Pembroke College, une école masculine indienne, devient une station combinée d'interception et de décryptage. Le FECB rend compte à l'amiral James Somerville, commandant la flotte d'Extrême-Orient.

## Kilindini, Kenya
En avril 1942, la plupart des décrypteurs de la marine de Colombo partent pour Kilindini, près Mombasa (Kenya), à l'abri de la flotte japonaise. Deux décrypteurs et les sans-filistes civils restent à Colombo. Le FECB réquisitionne l'école masculine indienne d'Allidina, un mile de Mombasa, avec vue sur l'océan indien. Le centre est baptisé HMS Allidina.
La réception radio est encore pire qu'à Colombo, seuls les signaux les plus forts sont reçus. Le belliqueux Fabian de FRUMEL répugne à troquer les trafics captés. Toutefois, en septembre, le FECB brise le JN-40, code de la marine marchande japonaise, car un message a été envoyé deux fois avec des informations supplémentaires. Le JN-40 est un chiffre par transposition, pas un code surchiffré comme le JN-25. Il brise également le JN-152, un chiffre par simple transposition et substitution qui sert aux alertes de navigation, et le JN-167 jusqu'alors impénétrable, un autre chiffre de la marine marchande. Ces succès permettent aux sous-marins alliés de torpiller les convois ennemis. En août 1945, la marchande japonaise est détruite à 90%.

## Retour à Colombo

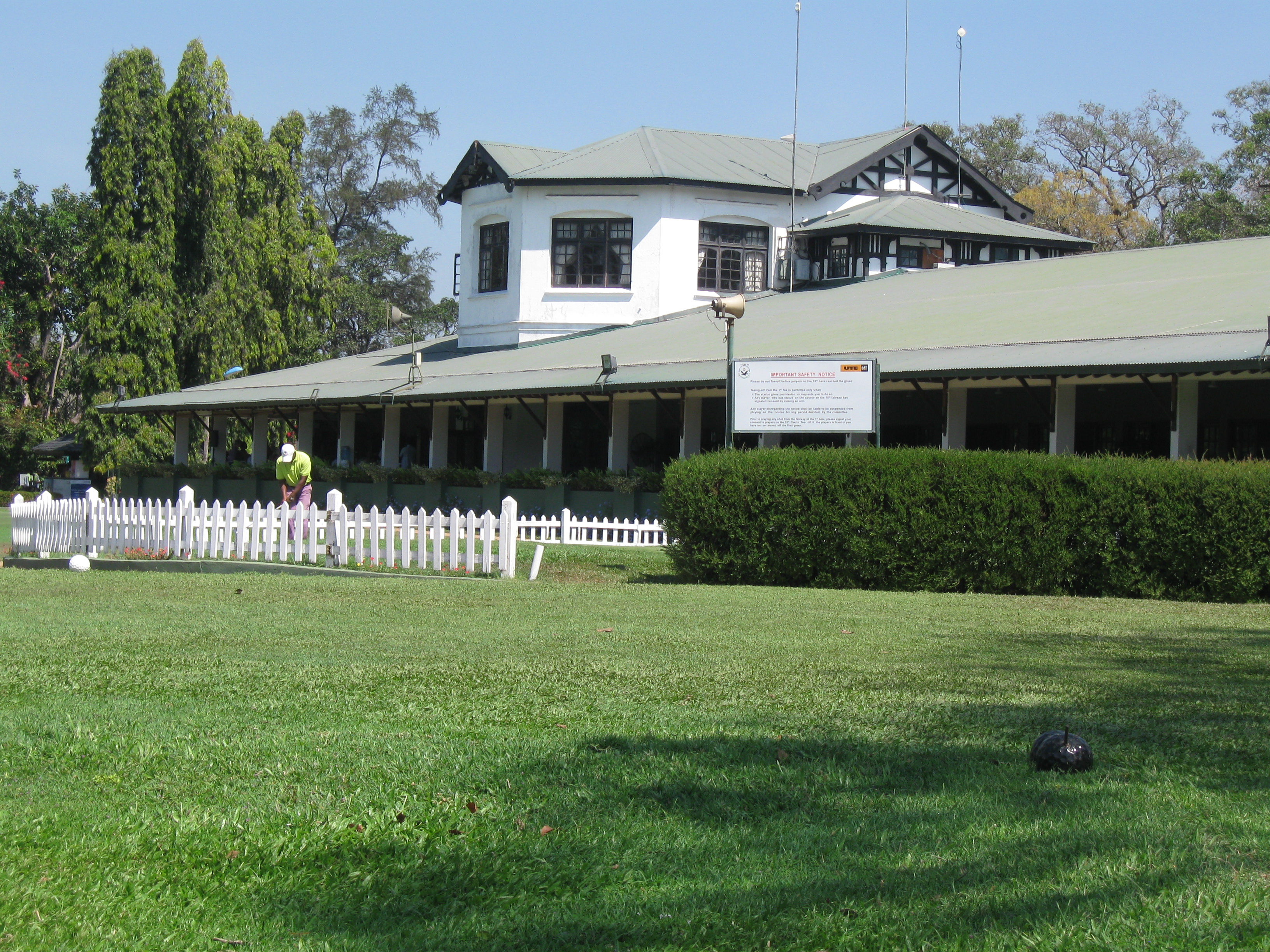
Bâtiment du Royal Colombo Golf Club (Anderson Golf Course), où ont travaillé les casseurs de code.

Le FECB repart pour Colombo à partir d'août 1943. Le détachement précurseur arrive à Ceylan le 1er septembre. Le site choisi est le terrain de golf d'Anderson, à 6 miles à l'est du QG Colombo. Le centre est baptisé HMS Anderson. Bruce Keith aurait préféré un site en altitude, mais le directeur du renseignement de la Flotte Orientale insiste pour avoir ses décrypteurs à portée de main. Meilleure qu'à Kilindini, la réception est gênée par une ligne à haute tension et par l'aérodrome voisin.

## Conclusion
Michael Smith écrit : « Les décrypteurs (tels John Tiltman, Hugh Foss et Eric Nave) commencent tout juste à recevoir la reconnaissance qu'ils méritent pour avoir brisé les codes et chiffres japonais ».